# Varga D. József
Varga D. József névvariáns: Vargha D. József (Budapest, 1917. március 31. – Szolnok, 1976. szeptember 11.) magyar színész.

## Életpályája
Győrben kezdte pályáját. 1943-ban a Szegedi Nemzeti Színházhoz szerződött. 1947-ben a Medgyaszay Színházban, a Belvárosi Színházban, 1948-ban a Művész Színházban, 1949-ben a Kamara Varietében lépett fel. 1951-től az Állami Bábszínházban játszott. 1955-től illetve 1964 és 1966 között a szolnoki Szigliget Színház tagja volt. A szolnokiak kedvenc "Dodó"-ja 58 szerepet játszott el itt, rendezéssel is foglalkozott és koreográfiákat is készített. A köztes időszakban 1958-tól az Állami Déryné Színház, 1961 és 1963 között a Tarka Színpad művésze volt. 1966-tól Budapesten működött, a Bartók Gyermekszínháznál, a Fővárosi Operettszínháznál és az Irodalmi Színpadon, 1970-től Szolnokon is szerepelt. Nyugdíjasként is foglalkoztatták, játszott filmekben is.

## Színházi szerepeiből
- Molière: A képzelt beteg... Cléante
- Bertolt Brecht: Happy end... Hannibal Jackson
- Bertolt Brecht: Szókratész tüskéje... Alkibiádész
- William Somerset Maugham: Imádok férjhet menni... Mr. Paton
- André Mouëzy-Éon: Az ezred apja... Paradelle
- Jean de Létraz: Igéret hölgye... Charly Deserteur
- Jacques Deval: Fehér szoba... Háziszolga
- Siegfried Geyer: Gyertyafény keringő...  Gaston
- Jókai Mór: A kőszívű ember fiai... Jenő
- Molnár Ferenc: Előjáték a Lear királyhoz... Tűzoltó
- Molnár Ferenc: Doktor úr... Puzsér
- Karinthy Frigyes: Kolumbuc tojása... Galiléji
- Erdődy János: A potsdami molnár... A molnár
- Erdődy János: New-York 42. utca... Robert Lamb
- Feleki László: A leláncolt fizikusok... Első atomtudós
- Békeffi István: Nincsenek véletlenek... Tamás
- Szedő Lajos: Hamupipőke... Szív királyfi
- Carlo Gozzi: Szarvaskirály... Truffaldino, fő-fővadász
- Grimm fivérek: Jancsi és Juliska... Jancsi
- Grimm fivérek: Piroska és a farkas... Vadász
- Tersánszky Józsi Jenő: Misi Mókus kalandjai... Kacifánt, elefánt
- Jékely Zoltán: Mátyás király juhásza... Akáciusz Vakáciusz, tudós
- Tamási Áron: Búbos vitét... Hamot, pandúr Hujkinál
- Tarbay Ede: Mese a tűzpiros virágról... Kikimora
- Tatay Sándor: Kinizsi Pál... Bujkó, a király lustája
- Szigligeti Ede – Tabi László: Párizsi vendég... Bandi
- Darvas Szilárd: Lopni sem szabad... Duval, betörő
- Csizmarek Mátyás: Érdekházasság... Venczel
- Szinetár György – Behár György – Szenes Iván: Fogad 3-tól 5-ig...  Petrenczey Kázmér
- Szántó Armand – Szécsén Mihály – Gyulai-Gaál Ferenc: Csendes otthon... Berki András
- Szántó Armand – Fényes Szabolcs: Dunaparti randevú... Guszti, inas
- Szántó Armand – Szécsén Mihály – De Fries Károly: Ilyenek a férfiak... Tóni
- Szűcs György: Elveszem a feleségem... Fürjes Elemér
- Galambos György: Májusi muzsika... Dömötör Vilmos
- Sós György : Pettyes... Bereki
- Szedő Lajos: Kinn vagyunk a vízből... Vidor Lajos, a Békesség üdülő gondnoka
- Kertész Imre: Bekopog a szerelem... Kerekes
- Pintér Zoltán – Haday Tibor: Latyi Matyi, a furfangos cukrászinas... Latyi Matyi
- Baróti Géza – Vaszy Viktor: Dankó Pista... Cibere
- Leo Fall: Sztambul rózsája... Kemál pasa
- Hervé: Nebáncsvirág... Színigazgató; Celestin, orgonista
- Iszaak Oszipovics Dunajevszkij: Szabad szél... Micky Stans
- Jacobi Viktor: Sybill... Kormányzó; Poire
- Ábrahám Pál: Viktória... Jancsi
- Ábrahám Pál: Bál a Savoyban... Musztafa bej
- Kálmán Imre: Marica grófnő... Miska; István (Báró Zsupán Kálmán)
- Kálmán Imre: Cirkuszhercegnő... Slukk Tóni
- Kálmán Imre: Bajadér.... La Tourelle Fülöp, csokoládégyáros
- Kálmán Imre: A montmarte-i ibolya... Spaghetti
- Lehár Ferenc: A mosoly országa... Pottenstein Hatfaludy Ferenc gróf
- Lehár Ferenc: Luxemburg grófja... Brissard
- Fényes Szabolcs: Maya... Rudi
- Ránki György – Romhányi József: Muzsikus Péter... Dob
- Zerkovitz Béla: Csókos asszony... Ibolya Ede, költő
- Abay Pál – Halász Rudolf: Csodaáruház... Kis Pál II.
- Abay Pál – Romhányi József – Horváth Jenő: Halló nagyvilág... Főszerkesztő
- Johann Strauss: Cigánybáró... Pali, cigány
- Eisemann Mihály: Bástyasétány 77... Rudi
- Szirmai Albert – Bakonyi Károly – Gábor Andor: Mágnás Miska... Miska
- Innocent-Vincze Ernő: Tavaszi keringő... Boldi
- Komjáti Károly: Ipafai lakodalom... Cziha Tóni, fűzfapoéta
- Pietro Garinei: Tigris a garázsban... Colibo
- Görbe tükör (kabaré)... szereplő (Kamara Varieté)

## Rendezése
- Szántó Armand – Szécsén Mihály – De Fries Károly: Ilyenek a férfiak

## Koreográfiája
- Siegfried Geyer: Gyertyafény keringő

## Filmes és televíziós szerepei
- Amit nem látott a kamera (1962)... Patocska úr
- Egy ember, aki nincs (1964)... Detektív
- Villa a Lidón (sorozat)

- 4. rész (1972)... Bemondó
- Aranyborjú (1974)
- Keménykalap és krumpliorr (sorozat)

- A tettes lépre megy című rész (1974)
- Zenés TV Színház

- Egy csók és más semmi (1976)